# Mundos opuestos (Chili)
Pour les articles homonymes, voir Mundos opuestos.
Mundos opuestos est une émission de télévision chilienne de téléréalité diffusée sur Canal 13 depuis le 15 janvier 2012.

## Déroulement des saisons

### Saison 1 (2012)
La première saison a été diffusée du dimanche 15 janvier 2012 au mercredi 27 juin 2012.
Elle a été remportée par Viviana Flores et Sebastián Roca.

### Saison 2 (2013)
La deuxième saison est diffusée le 13 janvier 2013. Les participants sont Artur Logunov, Alejandra Díaz, Branislav Tepes, Carla Pinto, Carolina Nicolich, Claudia Schmidt, Cristián Labbé Martínez, Diego Pérez, Damián Bodenhöfer, Katherine Contreras, Tamara Primus, entre autres.

## Participants 2012
| Participant Caractéristique(s)                                                  | Âge | Équipe         | Situation actuelle                         | Résultat précédent | Rester    |
| ------------------------------------------------------------------------------- | --- | -------------- | ------------------------------------------ | ------------------ | --------- |
| Sebastián Roca Diplômé en gestion de l'écotourisme                              | 30  | Finaliste      | Homme Gagnant de Mundos Opuestos           |                    | 175 jours |
| Viviana Flores Étudiant, imitatrice de Justin Bieber                            | 20  | Finaliste      | Femme Gagnante de Mundos Opuestos          |                    | 175 jours |
| David Dubó Karaté                                                               | 25  | Finaliste      | 2e meilleur homme de Mundos Opuestos       |                    | 175 jours |
| Stephanie Cuevas Vendeuse                                                       | 19  | Finaliste      | 2e meilleure femme de Mundos Opuestos      |                    | 175 jours |
| Andrés Longton Avocat                                                           | 29  | Demi-finaliste | Demi-finaliste éliminé de Mundos Opuestos  |                    | 175 jours |
| José Luis Bibbó Mannequin et étudiant en éducation physique                     | 27  | Demi-finaliste | Demi-finaliste éliminé de Mundos Opuestos  |                    | 175 jours |
| Angélica Sepúlveda Professeure de langue                                        | 31  | Demi-finaliste | Demi-finaliste éliminée de Mundos Opuestos |                    | 112 jours |
| Dominique Gallego Mannequin, ex-"princess" dans le dating show 40 ó 20          | 22  | Demi-finaliste | Demi-finaliste éliminée de Mundos Opuestos |                    | 175 jours |
| Agustín Pastorino Mannequin                                                     | 30  | Individuels    | 19e éliminé                                |                    | 104 jours |
| Mariana Marino Mannequin                                                        | 31  | Individuels    | 18e éliminée                               |                    | 158 jours |
| Thiago Cunha Danseur, ancien membre du groupe Porto Seguro                      | 30  | Individuels    | 17e éliminée                               |                    | 133 jours |
| Yamna Lobos Danseuse et animatrice de télévision                                | 29  | Individuels    | 16e éliminée                               | 9e éliminée        | 61 jours  |
| Juan Lacassie Skater                                                            | 23  | Eternia        | Abandon                                    |                    | 119 jours |
| Paz Gómez Étudiant                                                              | 23  | Eternia        | 15e éliminée                               |                    | 54 jours  |
| Nelson Tapia Ancien footballeur et gardien de la sélection de football du Chili | 45  | Chronos        | 14e éliminé                                |                    | 47 jours  |
| Wilma González Mannequin, Miss Playboy Espagne 2007                             | 27  | Eternia        | 13e éliminée                               |                    | 98 jours  |
| Francisco Rojas Ancien footballeur                                              | 37  | Chronos        | 12e éliminé                                | 8e éliminé         | 19 jours  |
| Camila Nash Étudiant en gestion dans le tourisme et la culture                  | 25  | Chronos        | 11e éliminée                               | 5e éliminée        | 67 jours  |
| Mario Moreno chauffeur de taxi                                                  | 34  | Eternia        | 10e éliminé                                | 4e éliminé         | 70 jours  |
| Romina Reyes Styliste                                                           | 27  | Eternidad      | 7e éliminé                                 |                    | 49 jours  |
| Michelle Carvalho Mannequin                                                     | 18  | Eternidad      | Abandon                                    |                    | 20 jours  |
| Marcelo Marocchino Mannequin                                                    | 23  | Eternidad      | 6e éliminé                                 |                    | 42 jours  |
| Nicole Moreno Mannequin                                                         | 24  | Infinito       | Abandon                                    |                    | 41 jours  |
| Francisco Huaiquipán Footballeur à la retraite                                  | 33  | Eternidad      | Abandon                                    |                    | 38 jours  |
| Tony Kamo Psychologue et mentaliste                                             | 46  | Eternidad      | Abandon                                    |                    | 28 jours  |
| Ivana Simunovic Étudiant en ingénierie commercial                               | 19  | Eternidad      | Abandon                                    |                    | 22 jours  |
| Fernando Poblete Assistant éducatif                                             | 31  | Infinito       | 3e éliminé                                 |                    | 21 jours  |
| Daniela Muñoz Footballeuse, ancienne internationale chilienne                   | 20  | Eternidad      | 2e éliminée                                |                    | 14 jours  |
| Tamara Sepúlveda Mannequin                                                      | 22  | Infinito       | 1re éliminée                               |                    | 7 jours   |